# Inaro
Inaro (en griego Ίνάρως) fue un príncipe libio, el líder de la segunda gran rebelión en Egipto contra el dominio persa, entre los años 465 y 454 a. C.

## Inaro
Inaro era un príncipe de origen libio, de la tribu de los Bakales, afincado en el delta del Nilo. Los Bakales eran los mismos Beken vencidos por Ramsés III en su intento de ocupar el delta, a los que se les había permitido asentarse en el delta noroccidental e incorporarse al ejército. 
Descendía de la línea dinástica saíta, los "psaméticos" (el último faraón fue Psamético III, de la Dinastía XXVI) y gobernaba bajo la égida persa desde Marea (Mariout, Maryut o Mareotis), una antigua fortaleza fronteriza en el delta noroccidental, sobre el lago de igual nombre, cercana a Sais. Era parte del Nomo III del Bajo Egipto, Ament Marea (Libia), y probablemente Inaro fuera el nomarca.
Pese a que el Imperio Aqueménida estaba en guerra con Atenas, Inaro mantenía relaciones comerciales con la ciudad griega -les enviaba cereales-, y políticas.

## Empieza la rebelión

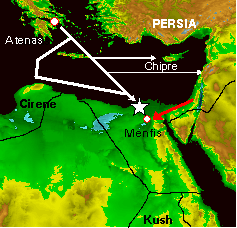
Rebelión de Inaro.

En el 465  a. C. Jerjes I es asesinado, con lo que Imperio Aqueménida entra en crisis. Artajerjes I, hijo de Jerjes y la reina Amestris y segundo en la sucesión, mata a su hermano mayor, Darío, y asume el poder. 
Aprovechando el desorden, de inmediato se subleva Bactria, en el extremo nordeste del imperio. Inaro toma contacto con otros jefes de los nomos del delta y con Atenas para promover una rebelión. 
Los atenienses se encontraban también en guerra con Esparta (primera guerra del Peloponeso), con lo cual abrían un segundo frente, dado que el conflicto con Persia era en esos momentos nominal y principalmente una excusa para la hegemonía ateniense en la Liga de Delos. No obstante era una oportunidad inmejorable para debilitar al Imperio, avanzar sobre el mediterráneo oriental, y por añadidura obtener facilidades comerciales en el delta y una buena soldada para las tropas, por lo que deciden apoyar a Inaro. 
Este expulsa a los cobradores de impuestos del Rey y a sus mercenarios, con lo que comienza la revuelta. La población egipcia que odiaba a los persas le presta rápidamente apoyo.

## Victoria sobre Aquémenes
Los rebeldes consiguen alrededor del 463  a. C. controlar el Bajo Egipto, estableciendo su sede en Marea. Los persas retienen el control de Menfis y del Alto Egipto, y consiguientemente de las comunicaciones con Persia, al norte por mar con Fenicia y al sur a través del Wadi Hammamat por el Mar Rojo.
Aquémenes era a la sazón sátrapa de Egipto. Era tío del nuevo emperador, hijo del rey persa Darío I y de la reina Atosa, y hermano menor del rey fallecido, Jerjes I. Había dirigido con éxito la campaña contra la rebelión en Egipto del 485/4  a. C.
Los atenienses envían una importante fuerza en su ayuda: entre cuarenta y doscientas naves, según las fuentes y unos 6.000 hoplitas, probablemente en su mayoría oriundos de Cirene. Parte de las fuerzas expedicionarias se dirigieron a Chipre, parte a las costas fenicias, pero el grueso se concentró en el Delta.
Artajerjes debe atender también varios frentes simultáneos, fundamentalmente Bactria y el frente interno, pero no puede perder Egipto, especialmente en razón de que muchos en la corte tienen importantes posesiones en el país. Intenta primero un acuerdo con Esparta para que ataque Atenas y así forzarla a retirarse de Egipto. La iniciativa fracasa y Artajerjes envía finalmente ochenta naves y un fuerte contingente (improbables 400.000 infantes según las crónicas de Ctesias).
Alrededor del 459  a. C. Inaro venció en tierra en la batalla de Papremis (posiblemente la ciudad de Xois), mató a Aquémenes, y envió su cuerpo a Artajerjes. Por mar, el comandante naval ateniense Caritímides derrotó completamente a la armada persa, capturando veinte naves y hundiendo treinta, con lo cual limpió de naves fenicias el río arriba de Menfis. 
Buena parte de la flota griega consistía en naves más pequeñas que los trirremes, por lo que podía maniobrar en el río. Avanzaron sobre Menfis, la bloquearon por tierra y desde el Nilo y finalmente conquistaron, pero los restos de las tropas persas consiguieron refugiarse en el "Castillo Blanco", la ciudadela de la ciudad.

## Contraataque
Artajerjes prepara entonces una segunda expedición. La movilización es lenta pero minuciosa. En el frente interno se procura el apoyo de los pueblos periféricos a la campaña, de quienes dependería para su logística, sus comunicaciones y cubrir sus espaldas: fenicios, sirios, judíos (concesiones hechas a Esdras en 457  a. C.), etc. Finalmente la expedición se pone en marcha al mando de Megabizo II y el anciano sátrapa de Frigia Artabazo I con un ejército de refuerzo (200.000 hombres) y una nueva flota (300 naves) comandadas por Orisco.
En el 456  a. C. Megabizo consiguió reunir las tropas y vencer a los sublevados en Menfis. Egipcios y atenienses se refugiaron en la "isla" Prosopitis (Prosopis, Pschati, Nikiu, Niceous o Nakiyos), donde quedaron aislados al recuperar la flota fenicia el control del río. El sitio duró hasta el verano del 454 a. C. En junio de ese año, Megabizo ordenó hacer un dique en el brazo del río provocando una fuerte bajante, con lo que consiguió que los barcos atenienses quedaran varados y poder atacar directamente la posición rebelde.
Inaro resultó herido en un muslo y huyó a Biblos, una fortaleza egipcia en la isla, acompañado por los griegos sobrevivientes. 

## El fin
Decidida la campaña, Megabizo entabló negociaciones con los atenienses ofreciendo respetar sus vidas y permitir su evacuación. Los griegos en su mayor parte abandonaron a sus aliados egipcios y marcharon a Cirene. Después de esto, Inaro fue fácilmente derrotado y capturado a traición. 
Megabizo dio su palabra a Inaro de que se le respetaría la vida y tras designar al príncipe persa (Arsames) como sátrapa de Egipto, y conceder a Taniras, hijo de Inaro, el dominio que había tenido su padre, condujo a Inaro y a los griegos capturados ante Artajerjes. 
No todo Egipto había sido recuperado. En el delta occidental el príncipe egipcio Amirteo, partícipe de la revuelta, mantuvo el control. Sería el germen de la siguiente sublevación que, en 404 a. C., llevaría al poder a un nieto suyo, llamado también Amirteo y único faraón de la dinastía XXVIII de Egipto.
Cincuenta naves enviadas por los atenienses con refuerzos arribaron a una boca del Nilo llamada Mendes y desembarcaron desconociendo la derrota de su gente. Atacados por tierra por la infantería fenicia y por mar por sus trirremes perdieron la mayor parte de las naves, huyendo los que pudieron a remo. 
No obstante lo acordado y ante la indignación de Megabizo (puede que influyera en su posterior decisión de rebelarse), la reina madre Amestris deseaba que se ejecutara a los rebeldes vengando la muerte de su hijo. Artajerjes resistió la presión durante cinco años, pero finalmente entregó a Inaro y a cincuenta atenienses sobrevivientes a Amestris, quien crucificó al primero y decapitó a los demás.